# Eliteserien 2017 (football americano)
La Eliteserien 2017 è la 32ª edizione del campionato di football americano di primo livello, organizzato dalla NAIF. In seguito al ritiro dei NTNUI Nidaros Domers il campionato è stato ristrutturato.

## Squadre partecipanti
| Club                 | Città     | Stadio | Sponsor ufficiale | Risultato nella stagione 2016 |
| -------------------- | --------- | ------ | ----------------- | ----------------------------- |
| Åsane Seahawks       | Bergen    |        |                   |                               |
| Eidsvoll 1814's      | Eidsvoll  |        |                   |                               |
| Lura Bulls           | Sandnes   |        |                   |                               |
| NTNUI Nidaros Domers | Trondheim |        |                   |                               |
| Oslo Vikings         | Oslo      |        |                   |                               |
| Vålerenga Trolls     | Oslo      |        |                   |                               |

## Stagione regolare

### Calendario

#### 1ª giornata
| Oslo 29 aprile 2017, ore 15:00 | Vålerenga Trolls | 21 – 33 referto | Åsane Seahawks | Frogner Stadion |

| Sandnes 30 aprile 2017, ore 16:00 | Lura Bulls | 21 – 33 referto | Oslo Vikings | Lura Stadion |

#### 2ª giornata
| Oslo 6 maggio 2017, ore 14:00 | Vålerenga Trolls | 14 – 24 referto | Eidsvoll 1814's | Frogner Stadion |

| Sandnes 7 maggio 2017, ore 15:30 | Lura Bulls | 7 – 14 referto | Åsane Seahawks | Lura Stadion |

#### 3ª giornata
| Åsane 13 maggio 2017, ore 14:00 | Åsane Seahawks | 28 – 14 referto | Lura Bulls | Rollan |

| Oslo 16 maggio 2017, ore 19:00 | Vålerenga Trolls | 0 – 31 referto | Oslo Vikings | Frogner Stadion |

#### 4ª giornata
| Eidsvoll 21 maggio 2017, ore 14:00 | Eidsvoll 1814's | 34 – 7 referto | Vålerenga Trolls | Bøn |

#### 5ª giornata
| Oslo 27 maggio 2017, ore 15:00 | Oslo Vikings | 37 – 0 referto | Eidsvoll 1814's | Frogner Stadion |

#### 6ª giornata
| Oslo 3 giugno 2017, ore 14:00 | Oslo Vikings | 38 – 0 referto | Åsane Seahawks | Frogner Stadion |

| Sandnes 4 giugno 2017, ore 14:00 | Lura Bulls | 43 – 41 referto | Vålerenga Trolls | Lura Stadion |

#### 7ª giornata
| Oslo 10 giugno 2017, ore 15:00 | Oslo Vikings | 34 – 13 referto | Lura Bulls | Frogner Stadion |

| Åsane 11 giugno 2017, ore 14:00 | Åsane Seahawks | 26 – 20 referto | Eidsvoll 1814's | Rollan |

#### 8ª giornata
| Åsane 17 giugno 2017, ore 14:00 | Åsane Seahawks | 6 – 14 referto | Vålerenga Trolls | Rollan |

| Eidsvoll 18 giugno 2017, ore 12:30 | Eidsvoll 1814's | 54 – 8 referto | Lura Bulls | Bøn (151 spett.) |

#### 9ª giornata
| Eidsvoll 25 giugno 2017, ore 14:00 | Eidsvoll 1814's | 20 – 37 (7-7 7-9 0-14 6-7) referto | Oslo Vikings | Bøn |

### Classifica
La classifica della regular season è la seguente:
- PCT = percentuale di vittorie, G = partite giocate, V = partite vinte,  P = partite perse, PF = punti fatti, PS = punti subiti

| Pos. | Squadra          | PCT   | G | V | N | P | PF  | PS  |
| ---- | ---------------- | ----- | - | - | - | - | --- | --- |
| 1    | Oslo Vikings     | 1.000 | 6 | 6 | 0 | 0 | 210 | 54  |
| 2    | Åsane Seahawks   | .667  | 6 | 4 | 0 | 2 | 107 | 114 |
| 3    | Eidsvoll 1814's  | .500  | 6 | 3 | 0 | 3 | 152 | 129 |
| 4    | Vålerenga Trolls | .167  | 6 | 1 | 0 | 5 | 97  | 171 |
| 5    | Lura Bulls       | .167  | 6 | 1 | 0 | 5 | 106 | 204 |

## Playoff

### Tabellone
|  | Semifinali | Semifinali       | Semifinali |                 |   | XXXII NM Finale | XXXII NM Finale | XXXII NM Finale |  |
|  |            |                  |            |                 |   |                 |                 |                 |  |
|  | 1          | Oslo Vikings     | 39         |                 |   |                 |                 |                 |  |
|  | 1          | Oslo Vikings     | 39         |                 |   |                 |                 |                 |  |
|  | 4          | Vålerenga Trolls | 32         |                 |   |                 |                 |                 |  |
|  | 4          | Vålerenga Trolls | 32         |                 | 1 | Oslo Vikings    | 51              |                 |  |
|  |            |                  |            |                 | 1 | Oslo Vikings    | 51              |                 |  |
|  |            |                  | 3          | Eidsvoll 1814's | 7 |                 |                 |                 |  |
|  | 3          | Eidsvoll 1814's  | 3          | Eidsvoll 1814's | 7 | 44              |                 |                 |  |
|  | 3          | Eidsvoll 1814's  |            |                 |   |                 |                 |                 |  |
|  | 2          | Åsane Seahawks   | 27         |                 |   |                 |                 |                 |  |

### Semifinali
| Oslo 2 luglio 2017, ore 14:00 | Oslo Vikings | 39 – 32 | Vålerenga Trolls | Frogner Stadion |

| Åsane 2 luglio 2017, ore 15:00 | Åsane Seahawks | 27 – 44 | Eidsvoll 1814's | Rollan |

### XXXII NM Finale
| Oslo 8 luglio 2017, ore 18:30 | Oslo Vikings | 51 – 7 | Eidsvoll 1814's | Bislett Stadion |

## Verdetti
- Oslo Vikings Campioni della Norvegia 2017